# بخش لا پوما
بخش لا پوما (به اسپانیایی: Departamento La Poma) یک منطقهٔ مسکونی در آرژانتین است که در استان سالتا واقع شده‌است. بخش لا پوما ۴٬۴۴۷ کیلومتر مربع مساحت و ۱٬۷۳۵ نفر جمعیت دارد.